# Alejandro Baza
Alejandro Baza (Lima, Perú; 27 de diciembre de 1965) es un exfutbolista peruano que paso por diversos clubes de Perú. Jugaba como volante de contención. Es sobrino del exfutbolista de las selecciones peruanas Juan Baza.

## Trayectoria
Se inició desde los juveniles en el Club Atlético Chalaco donde debutó en 1985. Luego continuo en el Club Juventud La Joya,
después paso por diversos clubes como el Club Cienciano, el Meteor S.C., Unión Huayllaspanca, el Club Atlético Defensor Lima,Sport Boys Associationy el Deportivo Pesquero.
Su famoso apelativo es agujita, debido a un incidente en un partido.

## Clubes
| Club                        | País | Año       |
| --------------------------- | ---- | --------- |
| Club Atlético Chalaco       | Perú | 1985      |
| Club Juventud La Joya       | Perú | 1986-1987 |
| Club Cienciano              | Perú | 1988      |
| Meteor S.C.                 | Perú | 1989      |
| Club Unión Huayllaspanca    | Perú | 1990      |
| Club Atlético Defensor Lima | Perú | 1991-1992 |
| Sport Boys Association      | Perú | 1993      |
| Club Cienciano              | Perú | 1994      |
| Deportivo Pesquero          | Perú | 1996      |